# Ismael Laguna
Ismael Laguna est un boxeur panaméen né le 28 juin 1943 à Colon City.

## Carrière
Il devient champion du monde des poids légers WBA & WBC, le 10 avril 1965, en battant aux points Carlos Ortiz. Ce dernier prend sa revanche, le 13 novembre 1965, mais il redevient, 5 ans plus tard, champion du monde, en battant cette fois Mando Ramos par arrêt de l'arbitre à la 9e reprise.
Laguna conserve ses ceintures face à Guts Ishimatsu, le 6 juin 1970, puis est destitué par la WBC, le 15 septembre 1970. Le 26 septembre, il cède son titre WBA, en étant battu par le britannique Ken Buchanan (défaite aux points par décision partagée). Il perd également le combat revanche organisé l'année suivante.

## Distinction
- Ismael Laguna est membre de l'International Boxing Hall of Fame depuis 2001.